# Сражение при Твебоше
В сражении при Твебоше (англ. Battle of Tweebosch) или Де Клипдрифте (De Klipdrift) в последние месяцы Второй бурской войны бурские коммандос во главе с Коосом Де ла Реем 7 марта 1902 года разбили британскую колонну генерал-лейтенанта лорда Метуэна.

## Планы сторон
В начале 1902 года бурский генерал Де Вет, находясь под сильным давлением англичан в Оранжевом Свободном государстве, попросил Де ла Рея помочь ему. Так как у бойцов последнего не хватало боеприпасов, они не могли вступать в крупномасштабные бои с противником, поэтому 24 февраля, когда конвой подполковника фон Донопа, шедший из Вольмаранстада, расположился лагерем на берегу Истерспруйта, примерно в 32 км от Клерксдорпа, он был атакован и разбит коммандос Де ла Рея. Буры захватили огромное количество винтовок и боеприпасов, а также несколько пушек, что позволило Де ла Рею возобновить операции и помочь Де Вету. 
В ответ генералом Китченером было приказано разыскать лидера буров. С этой целью полковник Гренфелл с шестнадцатью сотнями всадников был отправлен занять позицию к югу от Лихтенбурга, где, как предполагалось, могли пройти буры. Одновременно лорд Метуэн получил приказ выйти из Фрейбурга, чтобы для участия в этой операции объединить свои силы с частями Гренфелла. Цель состояла в том, чтобы прижать Де ла Рея между двумя колоннами - Метуэна и Гренфелла.
2 марта колонна Метуэна — 1250 человек, четыре полевых орудия и два пом-пома — выступила из Фрейбурга. 5 марта, и из-за безводного состояния местности впереди, Метуэн повернул на юго-восток и 6 марта пересек реку Грейт Хартс на ее стыке с Литл Хартс. Ранее он сообщил Гренфеллу, что не может уложиться в график движения, потому что буры становились все более агрессивными и приходилось останавливаться и отгонять их артиллерийским огнем. 6 марта Метуэн прошел к Твебошу, где встал лагерем до следующего утра. Ночью он был проинформирован своим офицером разведки, что поблизости находится большое скопление буров под командованием Де ла Рея. Гренфелл тогда находился в 36 милях к востоку от Твебоша.
Боевой план Де ла Рея заключался в том, чтобы разрезать колонны на три части и преодолеть сопротивление противника конной атакой, стреляя с седла. Местный пророк предсказал ему победу, и Де ла Рей двинулся между двумя колоннами англичан.

## Ход сражения
7 марта, в 03:00 и 04:00, колонна Метуэна двумя эшелонами двинулась из Твебоша. Примерно к 05:00 голова колонны достигла Де Клипдрифт на реке Грейт Хартс, когда буры атаковали ее арьергард. Некоторое время буров отгоняли артиллерийским огнем. В 05:30 первому эшелону было приказано остановиться, а в 06:00 бурская атака приняла серьезные масштабы, когда, помимо атаки на тыл колонны, было предпринято движение против ее правого фланга. 
Ряды атакующих буров, стреляя с седла, растянутым строем, не обращая внимания на шквальный огонь, направленный на них, продвигались вперед. После небольшого сопротивления почти все добровольцы и колониальные войска запаниковали и бежали. Три роты регулярной пехоты, а также артиллеристы стояли твердо, пока не были перебиты или пленены. Примерно в 09:30 Метуэн, после ранения и перелома ноги, когда на него упала лошадь, попал в плен.
Была сделана попытка собрать бегущих солдат у соседнего крааля, и небольшой отряд бойцов под командованием майора Париса держался там в течение нескольких часов. Но орудия, захваченные бурами у конвоя фон Донопа, теперь, когда британские пушки были выведены из строя, стреляли без помех, более того, их подтянули поближе, чтобы они вели убийственный огонь и по краалю, и по фургонам. Был дан приказ сдаться.

## Результаты
Бурами в дополнение к 68 убитым, 121 раненому и 205 взятым в плен (включая генерала) также было захвачено 6 орудий. Таким образом были нейтрализованы самые большие британские силы в Западном Трансваале. Победа при Твебоше вселила уверенность у буров на почетное окончание войны.